# انجیل لوقا
انجیل لوقا تنها انجیلی است که مخاطبی مشخص دارد، یعنی «عالیجناب تِئوفیلوس». بیش‌تر محققان بر این اعتقادند که تِئوفیلوس یکی از مقامات بلندپایه رومی بوده‌است. هدف لوقا از نوشتن کتابش این بود که تِئوفیلوس و احتمالاً سایر دوستان ایمان‌دارش، در تعالیمی که پیش‌تر یافته بودند، استوار گردند.
در میان نوشته‌های کتب عهد جدید، دو اثر لوقا، یعنی انجیل او و کتاب اعمال رسولان، از سبکی ادبی و بسیار شیوا برخوردار بوده، و دارای واژگانی غنی و متنوع است. لوقا آثار خود را چنان هنرمندانه به رشته تحریر درآورده که ضمن ارائه اطلاعات دقیق تاریخی، مطالعه آن‌ها برای خواننده جذاب است.
انجیل لوقا به مسائل خاصی توجه دارد که ویژه همین انجیل است، از آن جمله: غیریهودیان؛ زنان، که در آن زمان جایگاهی حقیر در جامعه داشتند؛ گناه‌کاران و مطرودین جامعه؛ مسئله فقر و ثروت؛ موضوع دعا و روح‌القدس.
انجیل لوقا تنها انجیلی است که وقایع زندگی زمینی عیسی مسیح را به کمال، از تولّد تا صعودش به آسمان بازگو می‌کند. در این کتاب، اطلاعات دیگری در خصوص ولادت یحیای تعمیددهنده و چگونگی تولد عیسی مسیح و کودکی او ارائه شده‌است. لوقا همچنین رویدادها و تعالیمی را از عیسی نقل می‌کند که خاص انجیل اوست. این مطالب، بیش‌تر در فصل‌های ۱۰ تا ۱۹ یافت می‌شود.
از آن‌جا که کتاب اعمال رسولان، جلد دوّم کتاب لوقاست، مطالعه آن بلافاصله پس از انجیل لوقا، درک بهتر هر دو کتاب را برای خواننده به ارمغان می‌آورد.

## تقسیم‌بندی کلّی
1. مقدمه (۱:۱–۴)
2. تولد و کودکی یحیی و عیسی (۱:۵ تا ۲:۵۲)
3. آماده شدن عیسی برای رسالت خود (۳:۱ تا ۴:۱۳)
4. خدمات عیسی در جلیل (۴:۱۴ تا ۹:۹)
5. کناره‌گیری عیسی به نواحی اطراف جلیل (۹:۱۰–۵۰)
6. سفر به سوی اورشلیم (۹:۵۱ تا ۱۹:۲۷)
7. هفته آخر زندگی زمینی عیسی و رنج‌های او (۱۹:۲۸ تا ۲۳:۵۶)
8. رستاخیز و صعود عیسی مسیح (فصل ۲۴)

## جستار های وابسته
نگارش لوقا-اعمال